# Sojuz 28
Sojuz 28 byla sovětská kosmická loď typu Sojuz. Na oběžnou dráhu Země ji 2. března 1978 vynesla raketa Sojuz-U. Na palubě lodi byla dvoučlenná posádka – sovětský kosmonaut a velitel lodi Alexej Gubarev a československý kosmonaut-výzkumník Vladimír Remek. Jednalo se o čtvrtý let ke stanici Saljut 6. Den po startu se Sojuz 28 spojil se stanicí. Během týdenního pobytu návštěvníci pomáhali základní posádce – Juriji Romaněnkovi a Georgiji Grečkovi – v jejich vědeckém programu, provedli řadu televizních reportáží a také experimenty připravené československými odborníky z ČSAV.
Vladimír Remek byl první člověk ve vesmíru z jiného státu než ze Sovětského svazu či USA. Jednalo se o první pilotovanou misi programu Interkosmos, a úspěch československé kosmonautiky. Byl to 63. let kosmické lodě s posádkou z naší planety.

## Posádka

### Hlavní
- Alexej Gubarev (2), velitel, CPK
- Vladimír Remek (1), kosmonaut-výzkumník, ČSLA

(v závorkách je uveden dosavadní počet letů do vesmíru včetně této mise)

### Záložní
- Nikolaj Rukavišnikov, velitel, NPO Eněrgija
- Oldřich Pelčák, kosmonaut-výzkumník, ČSLA

## Přípravy

### Pozadí letu a výběr posádky
V první polovině roku 1976 nabídl Sovětský svaz zemím sdruženým v programu výzkumu vesmíru Interkosmos účast v pilotovaných kosmických letech. V první fázi byla nabídka směrována k vládám Československa, Polska a Německé demokratické republiky.
Výběr československých kosmonautů programu Interkosmos probíhal v červnu–listopadu 1976. Vybíralo se z pilotů československého vojenského letectva. Nejdříve lékařská komise Ústavu leteckého zdravotnictví v čele s plukovníkem Antonínem Dvořákem na základě pravidelných každoročních prohlídek určila 24 vhodných kandidátů. Ty v Praze důkladně vyšetřila, a vybrala osm a poté čtyři nejlepší – Ladislava Klímu, Oldřicha Pelčáka, Vladimíra Remka a Michala Vondrouška. V listopadu 1976 dalším kole testů v Moskvě sovětští lékaři ze čtveřice vybrali Pelčáka a Remka. Pro finalisty nebylo sovětské prostředí neznámé, oba od roku 1972 studovali na Vojenské letecké akademii J. A. Gagarina v Moskvě, a do Československa se vrátili až v létě 1976.
V prosinci 1976 dvojice budoucích československých kosmonautů zahájila výcvik ve Středisku přípravy kosmonautů v Hvězdném městečku, společně s polskou a východoněmeckou dvojicí. Běžný základní výcvik byl dvouletý, kosmonauti programu Interkosmos procházeli jeho zkrácenou půlroční verzí. V květnu 1977 složili závěrečné zkoušky a poté byli rozřazeni do posádek; jednu tvořili plukovník Alexej Gubarev s Vladimírem Remkem, druhá se skládala z Nikolaje Rukavišnikova a Oldřicha Pelčáka. Oba sovětští kosmonauti měli zkušenosti z kosmického letu, Alexej Gubarev měl za sebou let Sojuzem 17 a měsíční pobyt na stanici Saljut 4 v roce 1975, Nikolaj Rukavišnikov absolvoval dva lety celkem v délce osmi dnů – na Sojuzu 10 roku 1971 a Sojuzu 16 roku 1974.
V létě 1977 rovněž proběhla diskuze o pořadí letů mezinárodních posádek. Stanoveno bylo na Československo, Polsko, NDR. Vliv na něj měla patrně jak politická, tak vědecká kritéria. Prestižní postavení Čechoslováka snad mělo překrýt hořkost z okupace roku 1968. Podle vzpomínek tehdejšího polského ministra obrany generála Jaruzelského se Poláci cítili ukřivděni, když jejich velikost a podíl na bojích 2. světové války nestačila na prvenství. Vědci účastnící se československého kosmického výzkumu navíc mohli vykázat vysokou aktivitu v programu Interkosmos, kde zodpovídali za 40 % plněných úkolů.
Od podzimu 1977 probíhala příprava na let v posádkách, v polovině února 1978 obě posádky úspěšně složily závěrečné zkoušky, ve kterých byla podle hodnocení instruktorů dvojice Gubarev–Remek o něco lepší. I u závěrečných zkoušek se projevila zákulisní rivalita, když obě soupeřící skupiny nařkly protistranu, že napovídala „své“ posádce. Definitivní výběr letové posádky byl údajně konzultován i s československými politiky. Kosmonauti 18. února přiletěli na kosmodrom Bajkonur a 26. února se dozvěděli konečné rozhodnutí – poletí Gubarev s Remkem.

### Vědecký program letu
Pro československého kosmonauta připravili vědci Československé akademie věd ve spolupráci s dalšími institucemi šest experimentů. Byly to Chlorella-1, Tepelná výměna-2, Oxymetr, Supos, Extinkce a Morava-splav.
Experiment Chlorella-1 zkoumal růst řas. Před Remkovým letem už byly řasy do vesmíru přivezeny, ale v klidovém stavu, tentokrát byly naočkovány na živné půdy a zkoumán průběh jejich rozmnožování. Kontrolní populace řas rostla na Zemi za stejných podmínek, kromě stavu beztíže. V pokusu Tepelná výměna-2 byla srovnávána naměřená teplota těla s pocity kosmonautů. Cílem experimentu Kyslíkový režim bylo zjištění vlivu stavu beztíže na zásobování tkání (konkrétně kůže předloktí levé ruky) kyslíkem. Měření pomocí oxymetru proběhla před letem, v jeho průběhu i po něm. Experiment Supos spočíval ve zjišťování psychologického stavu kosmonautů před, během a po letu pomocí dotazníku. V exprimentu Extinkce Remek sledoval změny jasnosti hvězd při západu za obzor. Experiment Morava-splav využíval sovětskou pec Splav-1 k roztavení a pomalému (45 hodin) chladnutí vzorků chloridu měďného a olovnatého a chloridu stříbrného a olovnatého.

## Průběh letu

### Start

Nárameník člena mise Sojuz 28

Kosmickou loď Sojuz 28 vynesla na oběžnou dráhu nosná raketa Sojuz-U. Odstartovala odpoledne 2. března 1978 v 15:28:10 UTC z kosmodromu Bajkonur na území Kazachstánu. Na palubě nesla dvoučlennou posádkou. Velitelem lodě byl 47letý Rus, sovětský kosmonaut plukovník Alexej Gubarev. Druhým byl československý kosmonaut-výzkumník kapitán Vladimír Remek.
S orbitální stanicí Saljut 6, na které od 11. prosince 1977 žili Jurij Romaněnko a Georgij Grečko se kosmická loď spojila po svém 18. oběhu Země 3. března v 17:10 UTC. Po třech hodinách kontrol a příprav návštěvníci vstoupili, přesněji vpluli, na stanici. První Vladimír Remek, za ním Alexej Gubarev.

### Pobyt na stanici
Hostitelé přivítali návštěvu tradičně, chlebem a solí. Pak následovaly povinnosti, příjemné – předání balíčků, novin a dopisů od rodin a přátel – i nutné – vykládka Sojuzu. Už po dvaceti minutách Remek zahájil experiment Chlorella, o který se staral průběžně i v následujících dnech. Poté ještě kosmonauti zakonzervovali Sojuz 28 a ve 3 hodiny nového dne se uložili ke spánku.
Odpočinek trval do 10:30, odpoledne Gubarev s Remkem věnovali lékařskému vyšetření, poté zahájili experiment Morava-splav. V závěru dne se věnovali dlouhodobému sovětsko-polskému experimentu Opros, doplněnému českým Suposem. Šlo o vyplňování dotazníků, v nichž odpovídali na otázky týkající se zdravotního i psychického stavu.
Další den letu, 5. března, přišel na řadu experiment Oxymetr. Při zahájení prací kosmonauti zjistili poruchu napájení přístroje, zdroj sice improvizovaně nahradili sadou monočlánků, měření však už neproběhlo kompletně. Také proběhla mezinárodní tisková konference, vysílaná i Československou televizí.
Dopoledne 6. března Remek s Gubarevem připravili a provedli experiment Extinkce – pozorovali hvězdy. Odpoledne se věnovali sledování zemského povrchu, večer doběhl experiment Morava-splav. Dopoledne i po obědě 7. března kosmonauti ukládali vybavení s výsledky experimentů do Sojuzu. Odpoledne sledovali ledovce a sněžný pokryv na sovětském území. Proběhla i další televizní beseda. A došlo na experiment Tepelná výměna-2.
Další den, 8. březen, byl odpočinkový. Kosmonauti hovořili s rodinami a příbuznými na Zemi, opět promluvili do televize, Romaněnko s Grečkem si četli přivezenou korespondenci. 9. března se Gubarev a Remek připravovali na odlet. Nanosili vše potřebné do svého Sojuzu, výsledky experimentů do přistávacího modulu, odpad do zase orbitálního modulu (který je při návratu odhozen a shoří v atmosféře), orazítkovali přivezenou poštu.

### Závěr letu

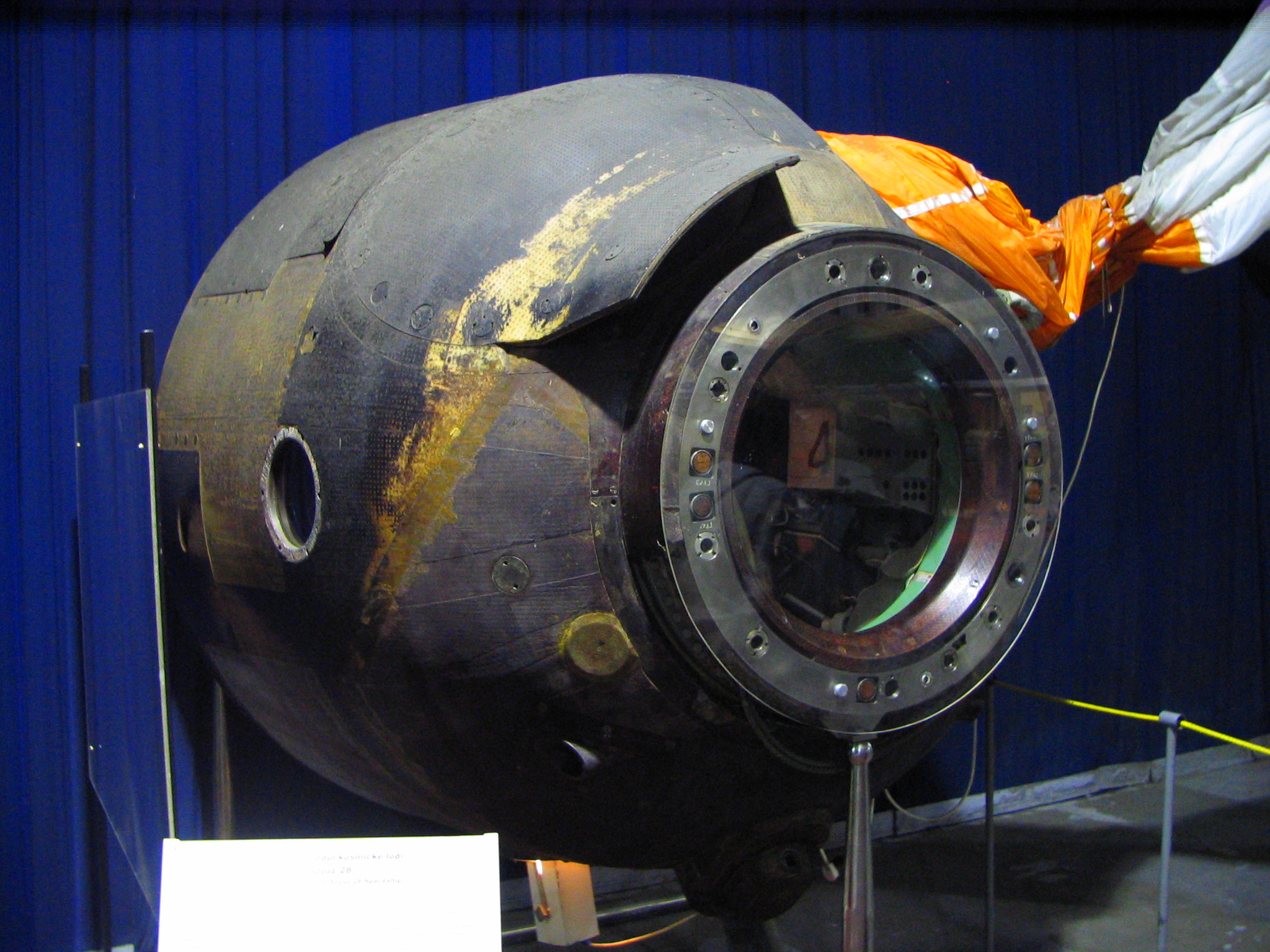
Přistávací modul lodi Sojuz 28 v Leteckém muzeu v Kbely

Ráno 10. března se rozloučili se základní posádkou, vrátili se na svou loď Sojuz 28 a po 164 hodinách společného letu se od orbitální stanice odpojili. Pak s pomocí brzdícího motoru zahájili sestup. Loď se rozpojila na tři části, samotná kabina s posádkou se na padáku snesla na Zemi po 190 hodinách trvání expedice asi 310 km západně od Celinogradu v Kazachstánu. Pak vrtulníky dopravily kosmonauty do blízkého Arkalyku a odtud se letadlem vrátili do hotelu Kosmonaut na Bajkonuru.
Jako všechny pozdější mise programu Interkosmos trvala tato přibližně 7 dní a 21,5 hodin. Bylo to zřejmě proto, aby nevznikly spekulace, že Sovětský svaz upřednostňuje některou zemi před jinou.